# Planinca, Brezovica
Planinca este o localitate din comuna Brezovica, Slovenia.